# Bembidion aeneicolle
Bembidion aeneicolle es una especie de escarabajo del género Bembidion, familia Carabidae. Fue descrita científicamente por LeConte en 1847.
Habita en Canadá y los Estados Unidos.